# Xocolate parviao
El xocolate parviao o parveado, en les tradicions culinàries d'Antioquia, Colòmbia, és un ritual gastronòmic i social que inclou tant la beguda de xocolata en bona companyia, junts amb petits pastissos dolços i salats que es diuen en aquesta regió «parva» (del llatí parvus, petit).
Hi ha una amplia varietat de «parva». Al gènere salat figuren el pandequeso, el pandeyuca, les galetes salades, els bescuits, les torrades i el pa. Al gènere dolç hi ha la merenga, el pastís de glòria, les llengües, els rotllos, les galetes dolces, galetes negres i porcions de coca. Històricament, el xocolate parviao no estava a l'abast de les classes populars, Actualment el seu consum és universal en tots els estaments socials. Es sol prendre en grup. Es pot comparar amb el high tea anglès o el Kaffee und Kuchen alemany.